# Claytonia virginica
Claytonia virginica är en källörtsväxtart som beskrevs av Carl von Linné. Claytonia virginica ingår i släktet vårskönor, och familjen källörtsväxter.

## Underarter
Arten delas in i följande underarter:
- C. v. acutiflora
- C. v. hammondiae

## Bildgalleri

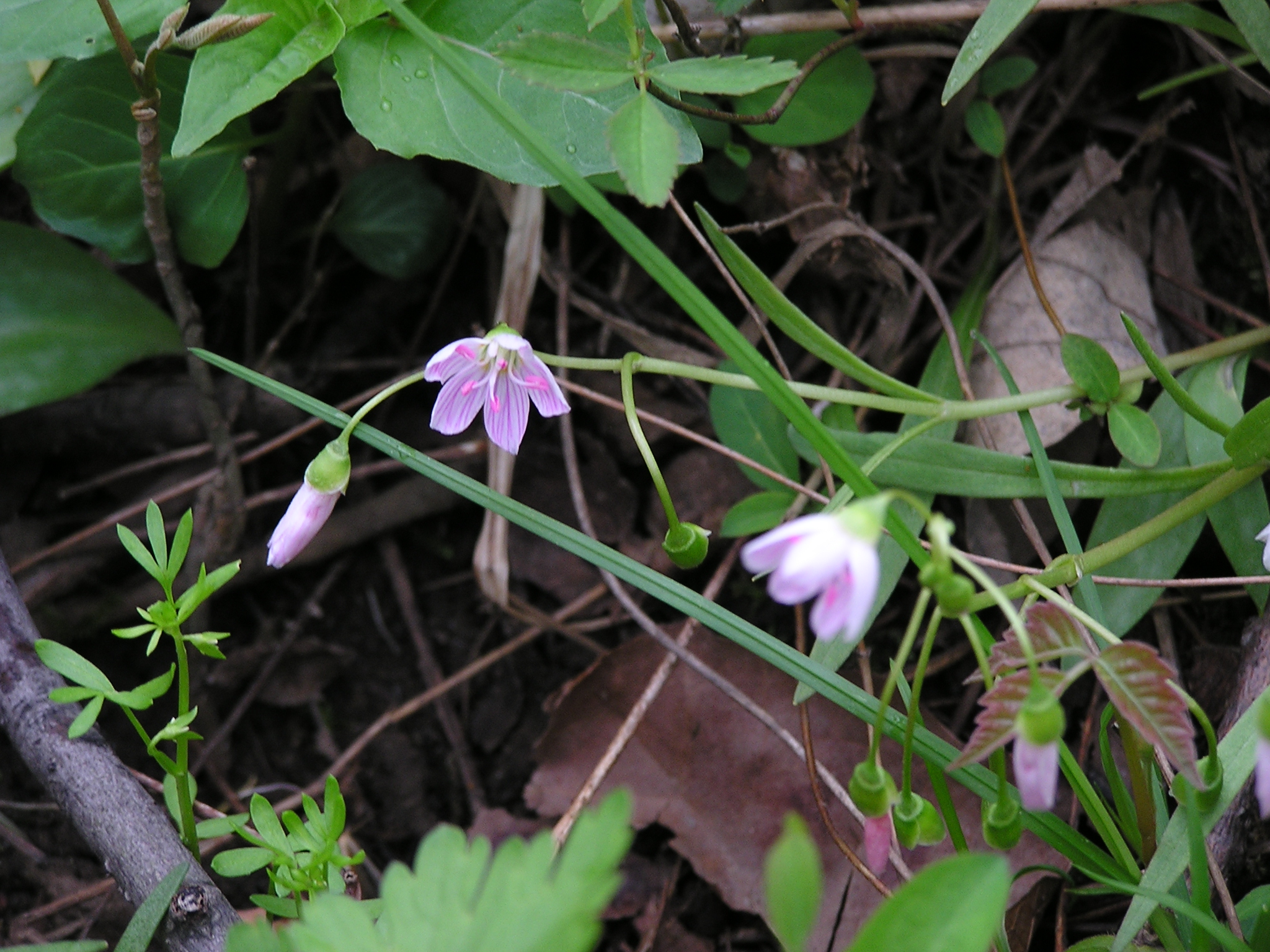
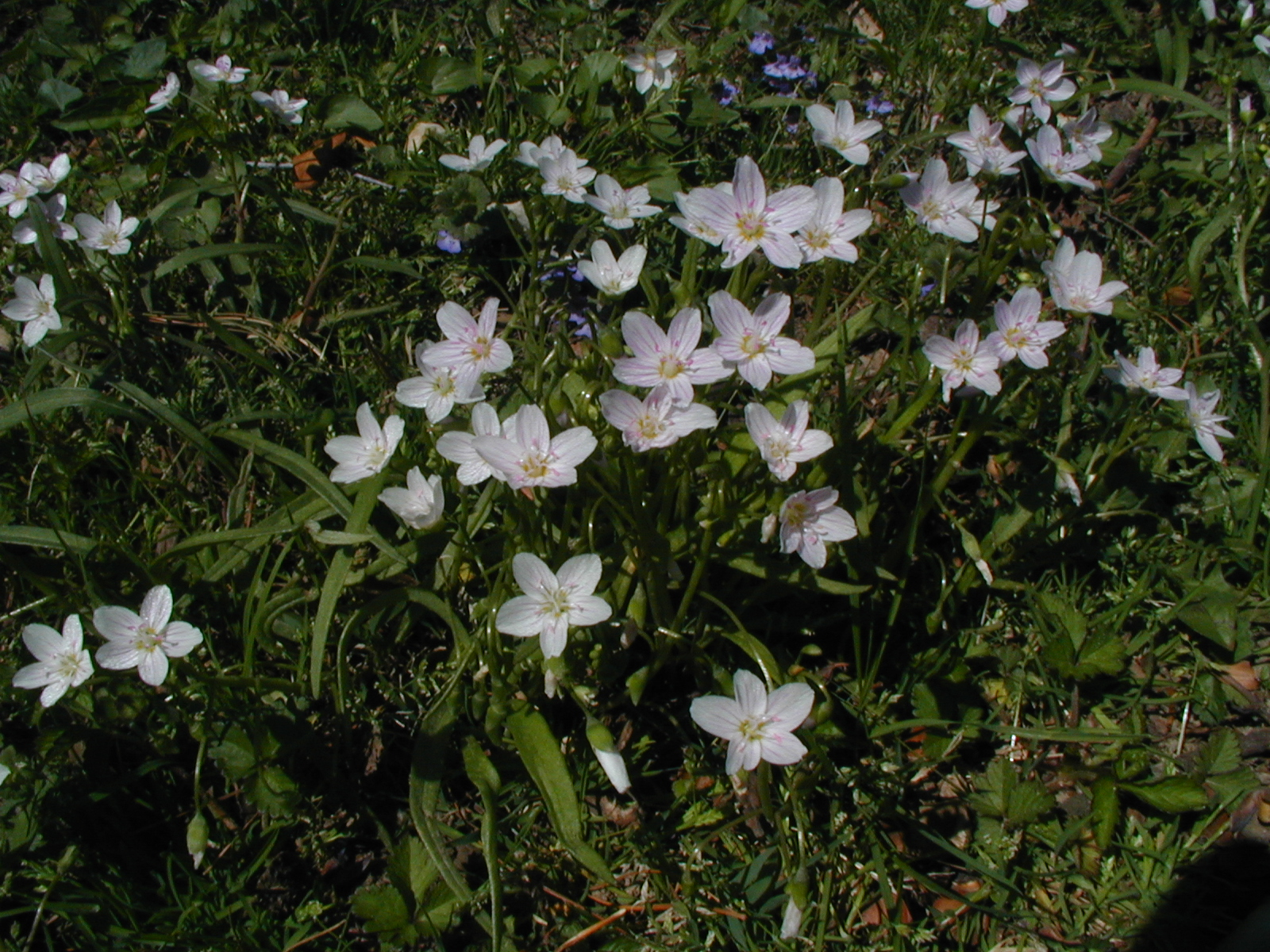
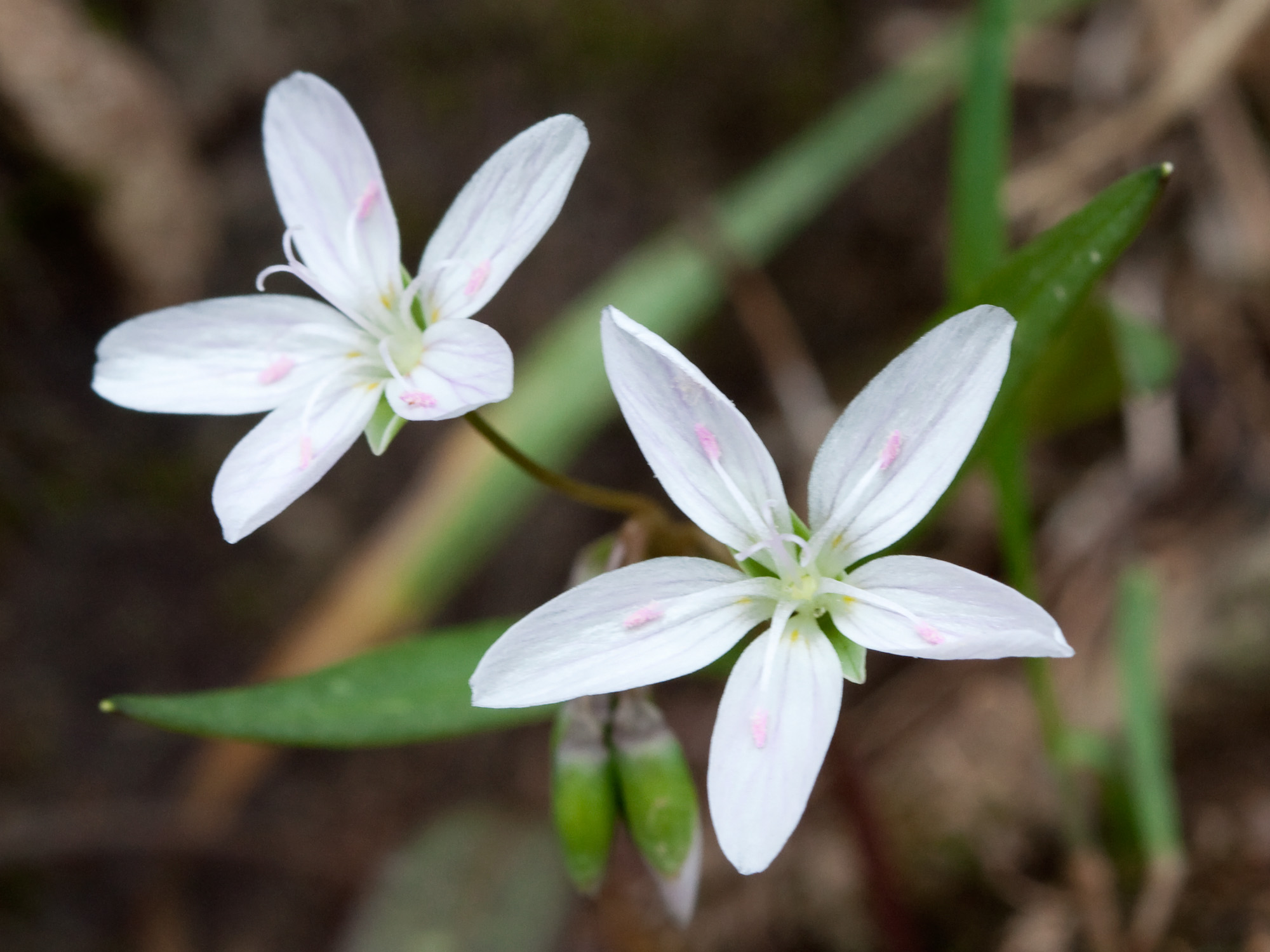
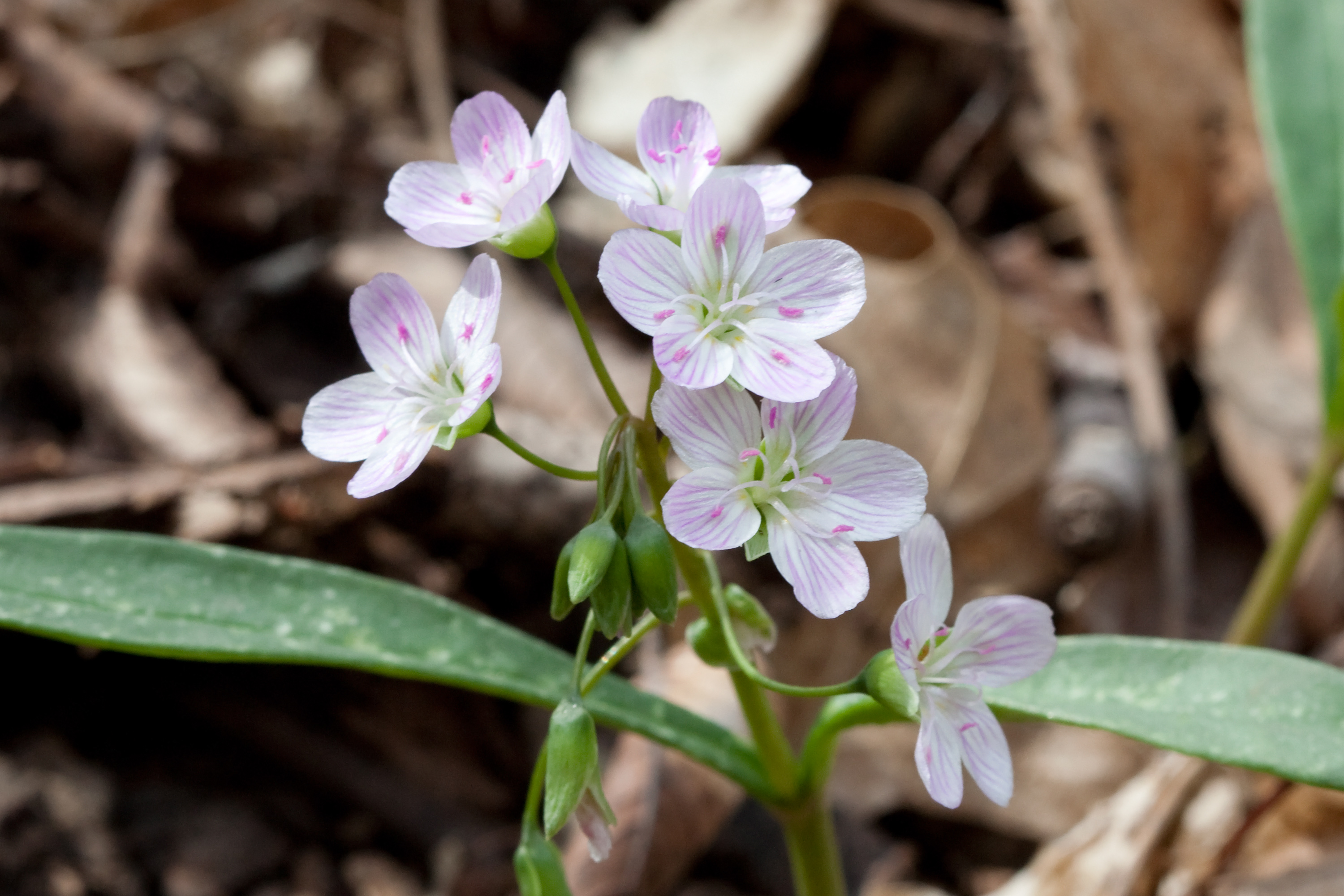
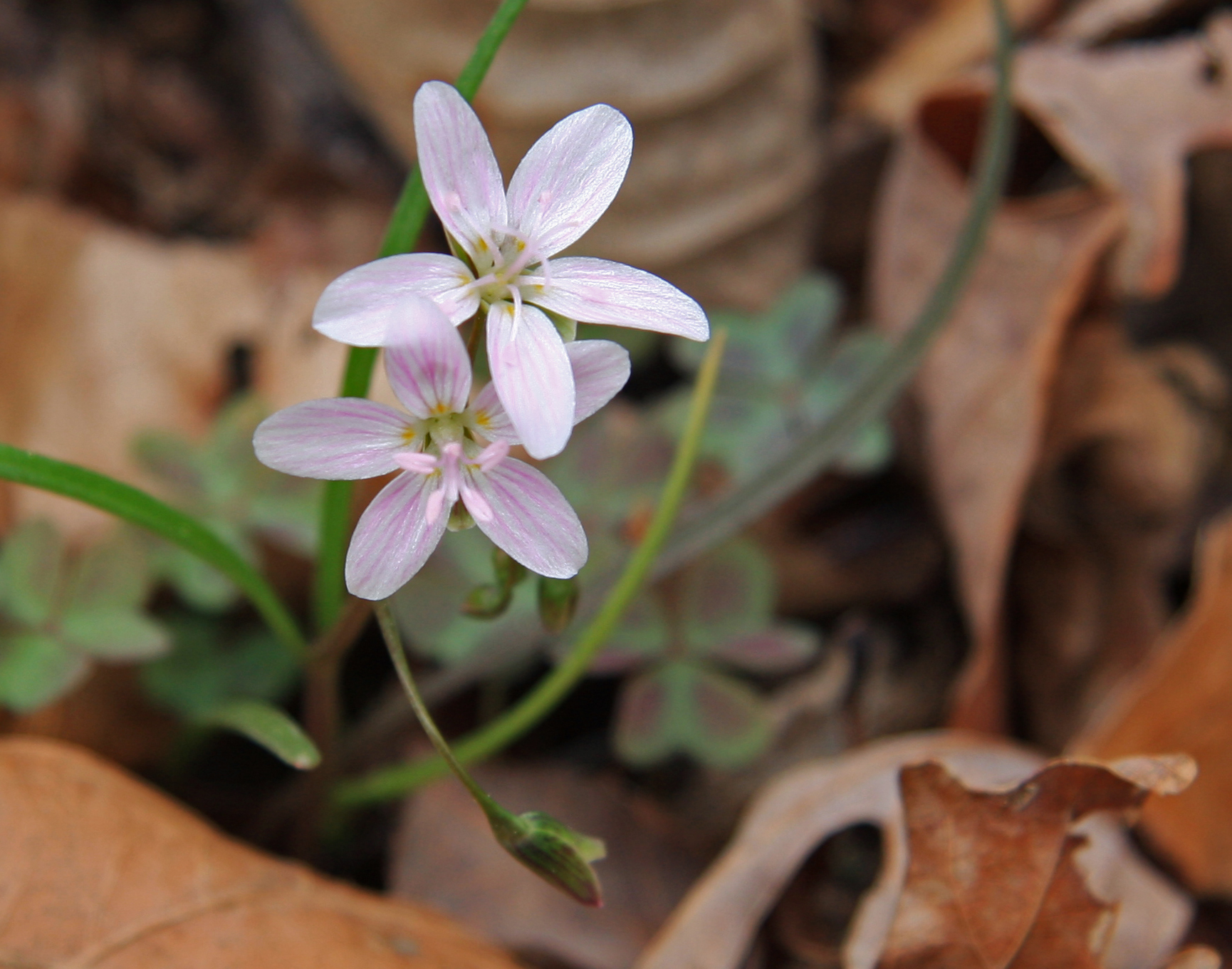
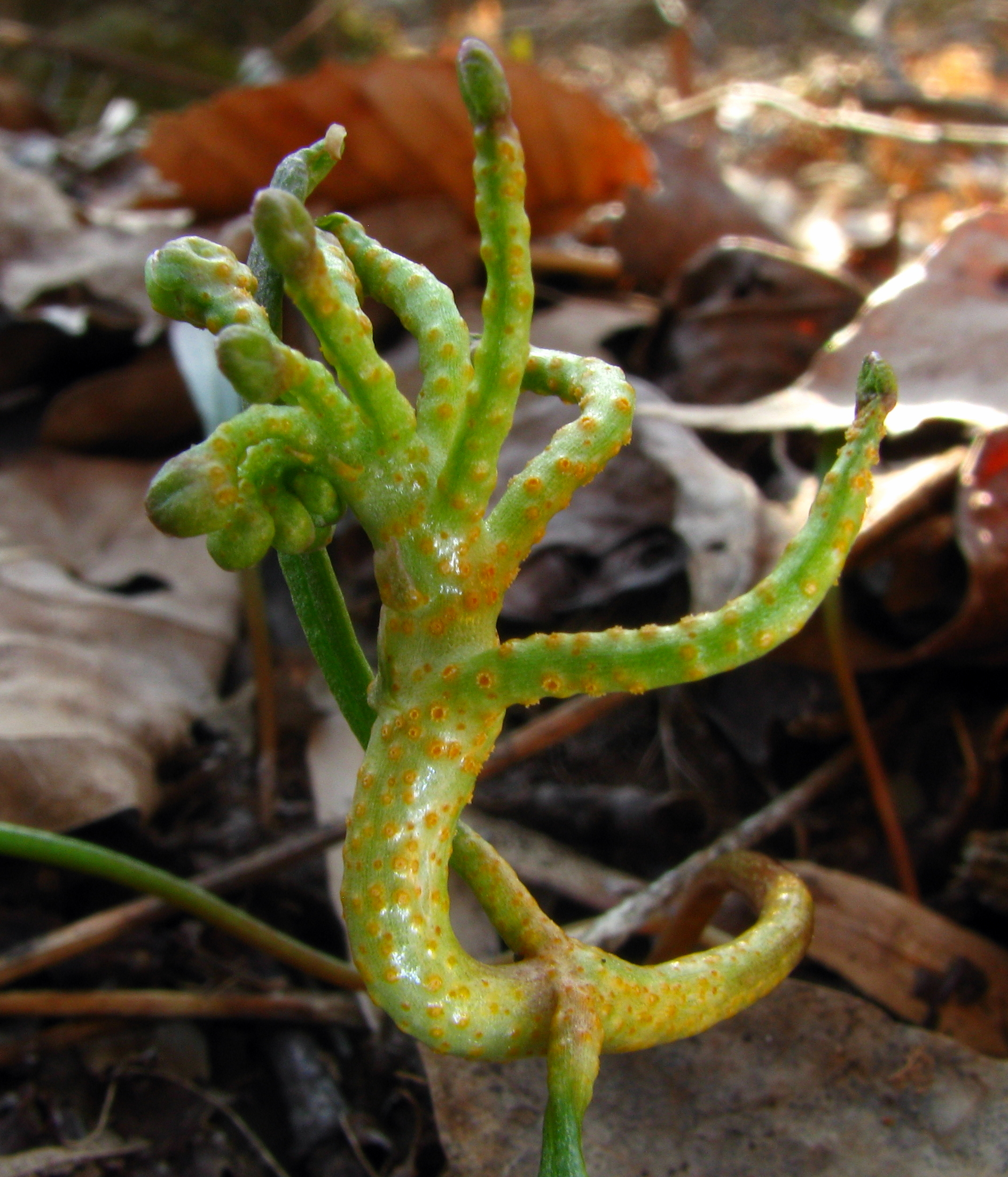